# Première Ligue de Soccer du Québec 2013
La Première Ligue de Soccer du Québec 2013 è stata la seconda edizione della Première Ligue de Soccer du Québec. Rispetto alla stagione precedente si è avuto l'aumento delle partecipanti a sette, grazie alla conferma delle squadre del 2012 e all'ingresso di Gatineau e Mont-Royal Outremont, poi vincitore del torneo.

## Formula
Il campionato è composto da 7 squadre, ognuna delle quali incontra le altre tre volte. La squadra che ottiene più punti al termine della stagione regolare viene dichiarata campione. Non esiste un meccanismo di promozioni e retrocessioni con altri campionati. Le prime sei classificate disputano anche la Coppa di Lega al termine del campionato.

## Partecipanti
| Squadra              | Città      | Regione     | Stadio                   |
| -------------------- | ---------- | ----------- | ------------------------ |
| Blainville           | Blainville | Laurentides | Stade du Parc Blainville |
| Boisbriand           | Boisbriand | Laurentides | Parc Régional 640        |
| Brossard             | Brossard   | Montérégie  | Terrain Illinois         |
| Gatineau             | Gatineau   | Outaouais   | Mont-Bleu                |
| L'Assomption         | Terrebonne | Lanaudière  | Stade André-Courcelles   |
| Mont-Royal Outremont | Mont-Royal | Montréal    | Rec de Mont-Royal        |
| Saint-Léonard        | Montréal   | Montréal    | Stade Hébert             |

## Classifica
|  | Pos. | Squadra              | Pt | G  | V  | N | P  | GF | GS | DR  |
|  | ---- | -------------------- | -- | -- | -- | - | -- | -- | -- | --- |
|  | 1.   | Mont-Royal Outremont | 37 | 18 | 11 | 4 | 3  | 38 | 13 | +25 |
|  | 2.   | Saint-Léonard        | 36 | 18 | 11 | 3 | 4  | 32 | 11 | +21 |
|  | 3.   | Brossard             | 31 | 18 | 10 | 1 | 7  | 32 | 31 | +1  |
|  | 4.   | Gatineau             | 26 | 18 | 8  | 2 | 8  | 28 | 25 | +3  |
|  | 5.   | L'Assomption         | 23 | 18 | 7  | 2 | 9  | 25 | 24 | +1  |
|  | 6.   | Blainville           | 20 | 18 | 5  | 5 | 8  | 24 | 28 | -4  |
|  | 7.   | Boisbriand (-2)      | 5  | 18 | 2  | 1 | 15 | 15 | 62 | -47 |

Note:
Boisbriand due sconfitte a tavolino per forfait e relativi 2 punti di penalizzazione.

## Coppa di Lega

### Girone A
| Squadra              | Pt | G | V | N | P | GF | GS | DG |
| -------------------- | -- | - | - | - | - | -- | -- | -- |
| Mont-Royal Outremont | 6  | 2 | 2 | 0 | 0 | 4  | 2  | +2 |
| Gatineau             | 3  | 2 | 1 | 0 | 1 | 3  | 2  | +1 |
| Blainville           | 0  | 2 | 0 | 0 | 2 | 3  | 6  | -3 |

### Girone B
| Squadra       | Pt | G | V | N | P | GF | GS | DG |
| ------------- | -- | - | - | - | - | -- | -- | -- |
| Brossard      | 4  | 2 | 1 | 1 | 0 | 6  | 2  | +4 |
| L'Assomption  | 4  | 2 | 1 | 1 | 0 | 3  | 2  | +1 |
| Saint-Léonard | 0  | 2 | 0 | 0 | 2 | 0  | 5  | -5 |

### Finale
| Squadra 1            | Risultato | Squadra 2 |
| -------------------- | --------- | --------- |
| Mont-Royal Outremont | 2 - 0     | Brossard  |

## Statistiche

### Squadre

#### Primati stagionali
Squadre
- Maggior numero di vittorie: Mont-Royal Outremont, Saint-Léonard (11)
- Maggior numero di pareggi: Blainville (5)
- Maggior numero di sconfitte: Boisbriand (15)
- Minor numero di vittorie: Boisbriand (2)
- Minor numero di pareggi: Brossard (1)
- Minor numero di sconfitte: Mont-Royal Outremont (3)
- Miglior attacco: Mont-Royal Outremont (38 gol fatti)
- Peggior attacco: Boisbriand (15 gol fatto)
- Miglior difesa: Saint-Léonard (11 gol subiti)
- Peggior difesa: Boisbriand (62 gol subiti)
- Miglior differenza reti: Mont-Real Outremont (+25)
- Peggior differenza reti: Boisbriand (-47)

### Individuali

#### Classifica marcatori
| Gol | Rigori |  | Giocatore             | Squadra              |
| --- | ------ |  | --------------------- | -------------------- |
| 17  |        |  | Frederico Moojen      | L'Assomption         |
| 12  |        |  | Wassim Amara          | Mont-Royal Outremont |
| 9   |        |  | Pierre-Rudolph Mayard | Saint-Léonard        |
| 7   |        |  | Maxime Daigle         | Gatineau             |
| 7   |        |  | Mohamed Saidi         | Brossard             |
| 7   |        |  | Simon Beaulieu        | Blainville           |